# Matthyas het Lam
Matthyas Maarten het Lam (Ameide, 29 mei 1995), ook wel bekend onder zijn voormalige YouTube-naam Fifalosophy of als Matthy, is een Nederlandstalige YouTuber en lid van de Bankzitters. Ook is hij sinds 2017 mede-oprichter van de bedrijven IkWilTegoed en Gamekoning, beide gerelateerd aan het verkopen van gameproducten.

## Biografie
Matthyas het Lam startte op 8 november 2012 met zijn YouTube-kanaal Fifalosophy, waarop op 19 november van dat jaar zijn eerste video online kwam. Op 16 januari 2024 heeft dit kanaal 925.000 abonnees. Hij staat vooral bekend om zijn video's waarin hij het spel FIFA speelt. Ook beheert hij zijn tweede kanaal Matthy, dat hij op 2 december 2015 opstartte, met 232.000 abonnees op 16 januari 2024.
Het Lam was van 2013 tot 2017 lid van DagelijksHaaDee, het toenmalige kanaal van Milan Knol. Hierop plaatsten verschillende YouTubers om de beurt video's, waardoor ze gezamenlijk bekendheid konden opbouwen. Het Lam had op DagelijksHaaDee een vaste serie op vrijdag, waarin hij ook FIFA speelde. Daarnaast behoort hij sinds 2015 tot een van de vijf leden van de Bankzitters. Met deze groep worden video's op een gezamenlijk kanaal geplaatst.
Het Lam was een tijdje commentator bij de eDivisie. Sinds november 2020 speelt hij mee als legend bij het programma Legends of Gaming NL. , waar hij in het vijfde seizoen als 8ste eindigde. Ook in seizoen 6 deed Het Lam weer mee aan Legends of Gaming NL, opnieuw als 1 van de eerste 8 legends, waar hij de 6de plek behaalde.
In 2024 was Het Lam een van de drie Petrus-herkenners in de viertiende editie van The Passion, waarin hij verscheen samen met de andere leden van de Bankzitters.

## Persoonlijk
Het Lam groeide op in Ameide. Het Lam zat op de middelbareschool CSG Willem de Zwijger in Schoonhoven. Na de middelbare school studeerde hij Werktuigbouwkunde aan de Technische Universiteit Delft.
Het Lam voetbalde enkele jaren bij VV Ameide. Hij woonde tussen 2019 en 2021 met drie andere leden van de Bankzitters in Rhoon.

## Discografie
Het Lam heeft enkele nummers uitgebracht op Spotify, grotendeels samen met de andere Bankzitters. In maart 2021 waren zijn eigen nummers, Bankzitters disstrack en Geldwolf, goed voor ruim 30.000 maandelijkse luisteraars en de nummers met de Bankzitters voor ruim 230.000 maandelijkse luisteraars.
| Titel                         | Bijdrage                                                                 | Verschijningsdatum |
| ----------------------------- | ------------------------------------------------------------------------ | ------------------ |
| Bankzitters disstrack         | Bassistent                                                               | 24 augustus 2017   |
| Code Oranje                   | Bassistent, Raoul de Graaf & Mascha (Samenwerking met ING)               | 8 januari 2018     |
| Niks                          | Bankzitters (prod Mick Spek)                                             | 21 augustus 2019   |
| Eenzaam                       | Bankzitters (prod Mick Spek)                                             | 6 december 2019    |
| Zuipen tot we kruipen         | Bankzitters (prod Mick Spek)                                             | 31 januari 2020    |
| Geldwolf (Geen Cartier Remix) | Raoul de Graaf, Bassistent & Robbie van de Graaf, Milo ter Reegen, Russo | 1 augustus 2020    |
| Stapelgek                     | Bankzitters (prod Russo)                                                 | 29 januari 2021    |
| Baldadig                      | Koen van Heest, Milo ter Reegen en Russo                                 | 1 oktober 2021     |
| Je blik richting mij          | Bankzitters (prod Russo)                                                 | 11 februari 2022   |
| Is dat nou echt?              | Bankzitters (prod Russo)                                                 | 15 juli 2022       |
| Fantastico                    | Bankzitters (met Dries Roelvink)                                         | 15 augustus 2022   |
| Systeem                       | Bankzitters (prod Russo)                                                 | 20 januari 2023    |
| Bali                          | Bankzitters (prod Russo)                                                 | 21 januari 2023    |
| Vrienden voor altijd          | Bankzitters (prod Russo)                                                 | 22 januari 2023    |
| Offline beschikbaar           | Bankzitters (prod Russo)                                                 | 7 juli 2023        |
| Cupido                        | Bankzitters (prod Paul Sinha)                                            | 17 november 2023   |
| Slaaptekort                   | Bankzitters (prod Carlos Vrolijk en Brahim Fouradi)                      | 5 januari 2024     |
| Entourage                     | Bankzitters (prod Julian Vahle)                                          | 15 maart 2024      |
| Huisfeestje                   | Bankzitters (met Roxy Dekker)                                            | 7 juni 2024        |
| Bro Code                      | Bankzitters (prod Julian Vahle)                                          | 25 oktober 2024    |
| Boevenpad                     | Bankzitters (prod Julian Vahle)                                          | 15 november 2024   |
| Tijdmachine                   | Bankzitters (prod Julian Vahle)                                          | 15 november 2024   |
| Fluitend naar huis            | Bankzitters (prod Grégor Kwak)                                           | 15 november 2024   |

## Prijzen
Als onderdeel van de Bankzitters won Het Lam in 2019 de VEED Award voor beste nieuwkomer. Daarnaast won hij op 13 februari 2021 de prijs voor favoriete ster online bij de NPO Zapp Awards. Daarnaast kwam in 2021 het nummer Stapelgek de Top 2000 binnen op nummer 611.
| Jaar | Prijs                 | Categorie                    | Resultaat   |
| ---- | --------------------- | ---------------------------- | ----------- |
| 2019 | VEED Award            | Beste nieuwkomer             | Gewonnen    |
| 2021 | Zapp Awards           | Favoriete ster online        | Gewonnen    |
| 2021 | Legends of Gaming NL  | Beste Gaming Video van 2020  | 2e          |
| 2021 | Legends of Gaming NL  | For The Win: Masked          | Gewonnen    |
| 2021 | Legends of Gaming NL  | Legend of Gaming 2020-2021   | 8e          |
| 2022 | Legends of Gaming NL  | Beste Gaming Video van 2021  | Gewonnen    |
| 2022 | Legends of Gaming NL  | Legend of Gaming 2021-2022   | 6e          |
| 2022 | Zapp Awards           | Favoriete ster online        | Genomineerd |
| 2022 | Zapp Awards           | Favoriete nummer             | Gewonnen    |
| 2023 | Legends of Gaming NL  | Beste Gaming Video van 2022  | 2e          |
| 2024 | Zapp Awards           | Favoriete ster online        | Gewonnen    |
| 2024 | Zapp Awards           | Favoriete nummer             | Gewonnen    |
| 2024 | Zapp Awards           | Favoriete online serie       | Gewonnen    |
| 2024 | The Best Social Award | Beste Youtuber/YouTube-serie | Gewonnen    |